# Zagrosia (plant)
Zagrosia is een geslacht uit de aspergefamilie. Het geslacht telt een soort: Zagrosia persica. Deze komt voor in het zuidoosten van Turkije, Irak en het westen van Iran. 